# Omar Méndez (Fußballspieler)
Omar Méndez, vollständiger Name Omar Pedro Méndez, (* 7. August 1934 in San José) ist ein ehemaliger uruguayischer Fußballspieler.

## Verein
Der „el Bocha“ genannte Offensivakteur Méndez, der zunächst bei Tito Borjas aktiv war, spielte mindestens 1953 für Central, das in jenem Jahr aus Uruguays höchster Spielklasse abstieg. Als seinerzeitige Ablösesumme für den Wechsel von Tito Borjas zu Central werden 300 Pesos kolportiert. Er gehörte von 1954 bis Anfang 1958 dem Kader Nacional Montevideos in der Primera División an. 1957 gewann er mit den Bolsos die uruguayische Meisterschaft. Seine nächste Karrierestation wählte er in Argentinien bei Ferro Carril Oeste. Dort war er in den Jahren 1958 und 1959 aktiv. 1958 gewann er mit der Mannschaft die Meisterschaft in der Primera B. 1960 stand er in Reihen von CA Independiente, bestritt dort jedoch lediglich ein Spiel. 1963 spielte er für Sud América. Mit dem Verein stieg er in jenem Jahr in die Primera División auf, wobei Méndez mit 16 Treffern Torschützenkönig war.

## Nationalmannschaft
Méndez war Mitglied der A-Nationalmannschaft Uruguays, für die er zwischen dem 25. Februar 1953 (2:0-Sieg über Bolivien) und dem 20. März 1957 zehn Länderspiele absolvierte. Dabei erzielte er zwei Länderspieltore. Sein erstes Länderspieltor schoss er am 12. August 1956 im Freundschaftsländerspiel gegen die Tschechoslowakei. Méndez nahm mit Uruguay an der Weltmeisterschaft 1954 teil. Dort kam er im Verlaufe des Wettbewerbs im Spiel um Platz 3 zu seinem einzigen Turnier-Einsatz. Méndez gehörte zudem dem Kader Uruguays bei der Südamerikameisterschaft 1953 und deren Ausspielung 1957 in Peru an.

## Erfolge
- Uruguayischer Meister: 1957